# Arriano (poeta)
Arriano (greco Ἀῤῥιανός; dopo il I secolo a.C.) è stato un poeta epico greco antico.

## Biografia e opere
Arriano visse in un periodo imprecisato dopo l'epoca di Virgilio, che avrebbe tradotto in greco.
Secondo il lessico Suda, che di fatto è l'unica fonte per le notizie che abbiamo, scrisse diverse opere, a metà tra la versificazione di temi retorici e l'epica storica tardo-ellenistica.

## Opere
Abbiamo, in realtà, solo notizie di alcune opere di Arriano. Suda, infatti, cita una sua traduzione greca in esametri delle Georgiche di Virgilio, una Alessandriade (Ἀλεξανδρίας) - un poema epico sulle imprese di Alessandro Magno in ventiquattro libri - e un poema su un certo Attalo.
In realtà, a giudicare dal tema del poema maggiore, si potrebbe situare Arriano in piena età dei Severi, quando il tema di Alessandro, propagandato da Caracalla, ricevette un notevole impulso. A tal proposito, se quest'ipotesi è corretta, si deve identificare l'Attalo del poema citato non con un re di Pergamo, quanto, piuttosto, con un locale evergete, Gaio Claudio Attalo Patercoliano, a noi noto da iscrizioni come operante intorno al 210 d.C.